# Howth
Howth (iriska: Binn Éadair) är en ort i republiken Irland. Den ligger i grevskapet Fingal och provinsen Leinster, i den östra delen av landet, 14 km öster om huvudstaden Dublin. Antalet invånare är 4 574.